# Brunhuvad tangara
Brunhuvad tangara (Thlypopsis fulviceps) är en fågel i familjen tangaror inom ordningen tättingar.

## Utseende och läte
Brunhuvad tangara är en liten tangara med grå kropp och kastanjebrunt huvud. Undersidan är ljusare än ovansidan och buken är vit. Honan liknar hanen, men har ljusare strupe. Bland lätena hörs en serie med accelererande vassa toner. 

## Utbredning och systematik
Brunhuvad tangara förekommer i norra Sydamerika i Colombia och Venezuela. Den delas in i fyra underarter med följande utbredning:
- Thlypopsis fulviceps fulviceps –  Andernas östsluttning i nordöstra Colombia och bergstrakter i norra Venezuela
- Thlypopsis fulviceps intensa – östra Anderna i nordöstra Colombia (södra Magdalena)
- Thlypopsis fulviceps obscuriceps – Sierra de Perijá (gränsen mellan Colombia och Venezuela)
- Thlypopsis fulviceps meridensis – Anderna i västra Venezuela (Mérida)

## Levnadssätt
Brunhuvad tangara är lokalt vanlig i fuktiga skogar i lägre bergstrakter. Där ses den födosöka mycket aktivt efter insekter, antingen högt upp i trädkronorna eller lägre ner i skogsbryn. Den uppträder ofta i par, smågrupper eller som en del av artblandade kringvandrande flockar.

## Status och hot
Arten har ett stort utbredningsområde, men tros minska i antal, dock inte tillräckligt kraftigt för att den ska betraktas som hotad. Internationella naturvårdsunionen IUCN listar arten som livskraftig (LC).